# NGC 3766
NGC 3766 је расејано звездано јато у сазвежђу Кентаур које се налази на NGC листи објеката дубоког неба.
Деклинација објекта је - 61° 36' 36" а ректасцензија 11h 36m 14,3s. Привидна величина (магнитуда) објекта NGC 3766 износи 5,3. NGC 3766 је још познат и под ознакама OCL 860, ESO 129-SC27.